# 戸村裕行
戸村 裕行（とむら ひろゆき、1982年3月3日 - ）は、日本の写真家。埼玉県草加市出身。
海洋生物などの撮影を手がける傍ら、アジア太平洋戦争（大東亜戦争・第二次世界大戦）に関連する海中戦跡の撮影をライフワークとしており、それらに関連する写真展や写真集なども手がけている。

## 略歴
2005年、沖縄でダイビングを始める。美しい水中景観に魅了され沖縄や伊豆といった海にレジャーダイビングとして潜りながら水中写真にのめり込み、写真を基礎から学ぶ為に2009年にバンタンデザイン研究所フォトグラフィ専攻科に入学。卒業後、2010年に沖縄・古宇利島沖に沈む米掃海駆逐艦エモンズに現地のダイビングガイドから紹介され潜ることになったことをきっかけに、海中に沈む戦争遺産を意識するようになったと後に語っている。2011年よりトラック島空襲（海軍丁事件）において日本の艦船が多数犠牲となったトラック島（現：ミクロネシア連邦チューク州）に足繁く通うようになり2014年、ミリタリー総合誌・月刊「丸」において「海底のレクイエム」として連載開始、2015年にダイビング専門誌「マリンダイビング」誌において「未来の巨匠」として紹介され一躍注目を集める。2018年、沈没艦船などをまとめた写真展「群青の追憶」を靖國神社遊就館にて開催。一度の展示で終わらずに全国の戦争記念館や資料館などを巡回させることで慰霊や顕彰活動とし、更には水中考古学などの分野と連携し「伝承」「保護」を目指し活動をしている。

## 個展
- 2023年7月「群青の追憶」
筑波海軍航空隊記念館（茨城県笠間市）
鹿島海軍航空隊跡・大山湖畔公園（茨城県稲敷郡美浦村）
- 2022年6月「群青の追憶」
大和ミュージアム・呉市海事歴史科学館（広島県呉市）
- 2021年9月「群青の追憶」
万世特攻平和祈念館（鹿児島県南さつま市）
- 2021年4月「群青の追憶」
筑前町立大刀洗平和記念館（福岡県朝倉郡筑前町）
- 2020年9月「群青の追憶」
靖國神社遊就館（東京都千代田区）
- 2019年5月「群青の追憶」
大阪南港ATCホール（大阪市住之江区）
- 2018年10月「群青の追憶」
記念艦三笠（神奈川県横須賀市）
- 2018年6月「群青の追憶」
靖國神社遊就館（東京都千代田区）
- 2017年1月
「OCEAN PLANET」～海の中のいのちの彩りは斯くも美しい～
「ONAGAWA 2012-2016」～東日本大震災を経た宮城の海、彩り～
富士フイルムギャラリー銀座
- 2016年7月
「OCEAN PLANET」～いのち煌めく海の中の時間～
オリンパスギャラリー大阪（現在は閉館）
- 2016年6月
「OCEAN PLANET」～いのち煌めく海の中の時間～
オリンパスギャラリー東京（現：OM SYSTEM GALLERY）

## 写真集
- 『蒼海の碑銘』〜海底に眠る戦争遺産〜（イカロス出版）
- 『続・蒼海の碑銘』〜海底に眠る戦争の記憶〜（イカロス出版）